# Cheiromeles
Cheiromeles  — рід рукокрилих родини молосових.

## Стиль життя
Це голі кажани, що мешкають в Південно-Східній Азії. Місцями відпочинку служать їм порожнисті стовбури дерев, ущелини та нори. Вони формують великі колонії до 20000 тварин. Вони проводять багато часу в своєму житлі. В сутінках і вночі вони вирушають на пошуки їжі біля поверхні землі, іноді великими групами. Їх раціон складається з комах. Самиця зазвичай народжує два маля.

## Особливості
Тіло безволосе за винятком рідкого волосся на голові, хвості, шкірі на крилах, тільки горловий мішок, який виробляє сильно пахнуче виділення, вкритий щетинистими волосками.
Як і в інших молосових писок короткий і широкий, проте, Cheiromeles мають гладкі губи і вуха чітко розділені.
Обидва ці види мають кишені з боків тіла, в які вони можуть вкласти свої крила. Це дозволяє в порівнянні з іншими кажани добре пересуватися чотирма кінцівками.

## Види
Рід Cheiromeles містить два види:
- Cheiromeles parvidens вагою від 75 до 100 грамів, шкіра темно-коричнева.
- Cheiromeles torquatus має чорну шкіру і досягає 170—200 грамів.